# Zierlicher Krötenbaum
Der Zierliche Krötenbaum (Tabernaemontana elegans), auch Windmühlenjasmin genannt, ist eine Pflanzenart in der Unterfamilie Rauvolfioideae innerhalb der Familie der Hundsgiftgewächse (Apocynaceae). Das natürliche Verbreitungsgebiet liegt in Ostafrika und im Südlichen Afrika.

## Beschreibung

### Erscheinungsbild, Rinde und Blatt
Der Zierliche Krötenbaum wächst als Strauch oder kleiner Baum und erreicht Wuchshöhen von 1,5 bis 12 Meter. Die zylindrischen Stämme weisen einen Durchmesser von 5 bis 30 cm auf. Die raue, dicke, braun-graue, korkige und rissige Borke macht dieses Gehölz mehr oder weniger feuerresistent. Die Äste besitzen eine hell-braune korkige Borke, die längslaufende Risse und durch Blattnarben verursachte querlaufende Grate sowie verstreute Lentizellen der gleichen Farbe. Die Rinde der Zweige ist kahl.
Die gegenständig an den Zweigen angeordneten Laubblätter sind in Blattstiel und -spreite gegliedert. Der kahle Blattstiel ist 7 bis 30 mm lang. Die schon beim Austreiben ledrigen, einfachen Blattspreiten besitzen eine variable Größe, bei einer Länge von (selten 4 bis) 5,5 bis 23 cm und einer Breite von (selten 1 bis) 2 bis 8 cm sind sie zwei- bis viermal so lang wie breit und schmal bis breit elliptisch oder eiförmig bis verkehrt-eiförmig mit keilförmiger oder in den Blattstiel herablaufender Spreitenbasis und oft mit einer stumpfen Spitze zugespitztem, spitzem oder stumpfem oberen Ende. Der Blattrand ist ganz. Meist sind beide Blattflächen kahl, selten ist die Blattunterseite flaumig behaart. Auf beiden Seiten der Mittelader sind 12 bis 23 Seitenadern vorhanden, die gerade sind mit Ausnahme an der Spreitenspitze, dort sind sie nach oben gebogen (anastomos); fischkrätenartig bilden die Seitenadern einen Winkel von 70 bis 90° mit der Mittelader. Die Blattadern dritter Ordnung sind netzartig, besonders deutlich an alten Blättern zu sehen. Es ist eine Ochrea vorhanden.

### Blütenstand und Blüte

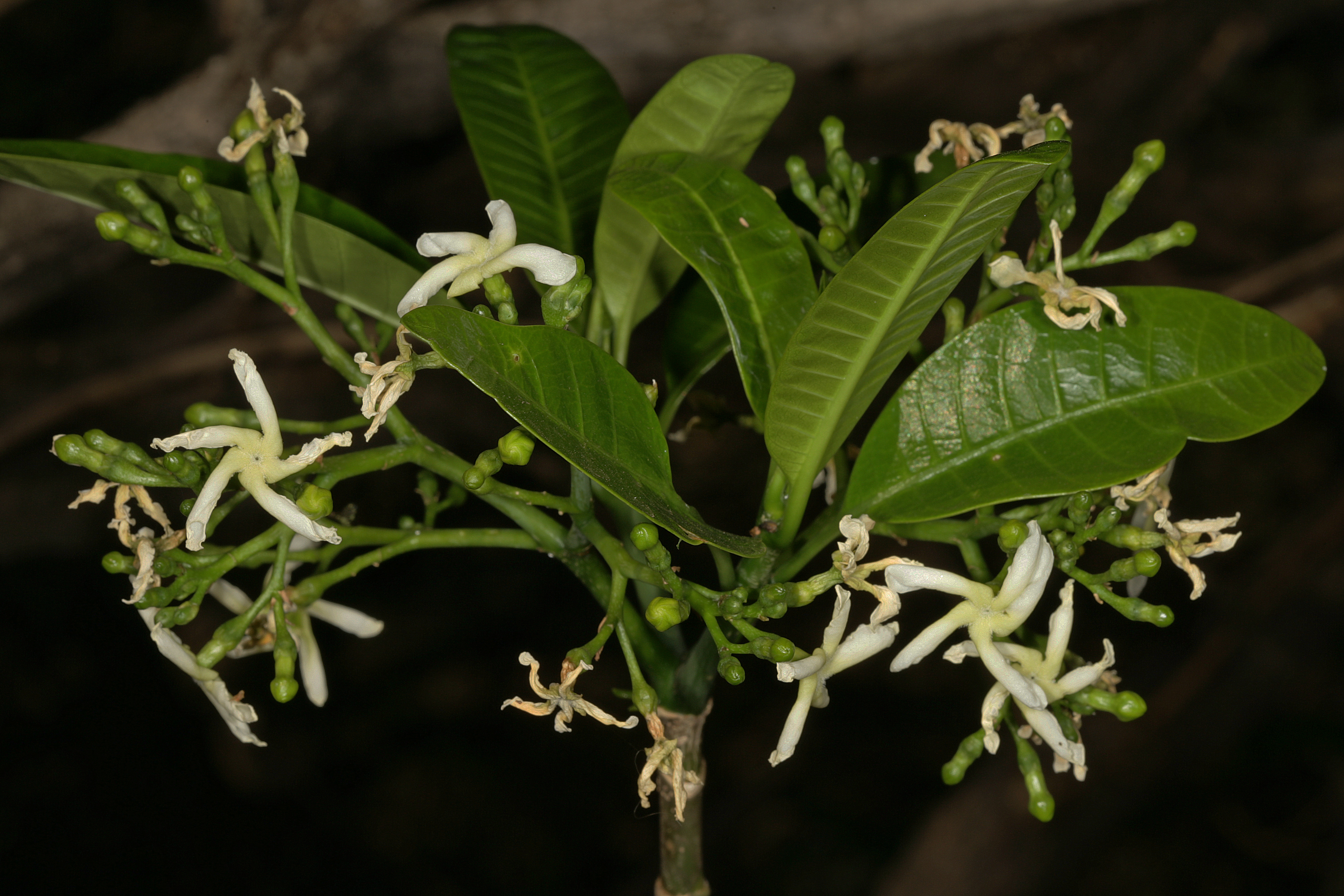
Blütenstand und Einzelblüten

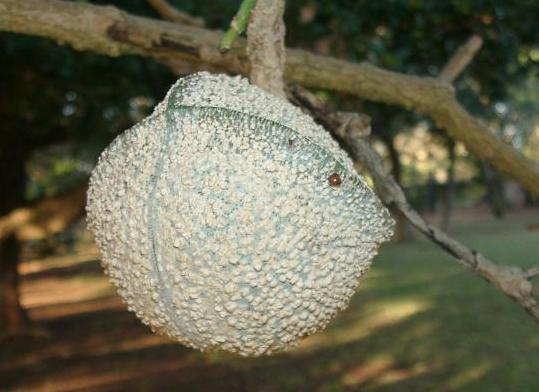
Warzige Frucht des Krötenbaums

Im Südlichen Afrika reicht die Blütezeit von Frühling bis Herbst. Die mit einer Länge von 1 bis 8,5 cm kurzen bis langen, sehr dünnen Blütenstandsschäfte sind kahl bis manchmal zerstreut kurz behaart. Meist viele Blüten stehen in einem lockeren, schirmrispigen Blütenstand zusammen, der eine Länge von 5 bis 20 cm und einen Durchmesser von 5 bis 15 cm aufweist. Die Tragblätter (Brakteen) sind schuppenartig und etwa so lang wie die Kelchblätter; sie fallen früh ab und besitzen eine Reihe Kolleteren (Drüsen) in ihren Achseln. Die 2 bis 6 mm langen Blütenstiele sind kahl bis manchmal zerstreut kurz behaart.
Die süßlich duftenden Blüten locken viele Insekten an. Die zwittrigen Blüten sind radiärsymmetrisch und fünfzählig mit doppelter Blütenhülle. Die fünf hellgrünen, fast freien Kelchblätter sind bei einer Länge von 1,2 bis 2,5 mm und einer Breite von 1,2 bis 2,5 mm ein Fünftel kürzer bis gleich lang wie breit, fast kreisförmig oder breit eiförmig. Die Kelchblätter sind außen kahl bis manchmal flaumig behaart und innen besitzen sie an ihrer Basis eine Reihe gerundeter und aufrechter Kolleteren (Drüsen). Die fünf Kronblätter sind verwachsen. Die Kronblätter weisen in der fertig ausgebildeten Knospe eine Gesamtlänge von 8,5 bis 15 mm auf, wobei die Kronlappen 1/3 bis etwa 1/2 der Länge der Knospe besitzen und einen mit einer Länge von 3,5 bis 8 mm und einer Breite von 3,5 bis 6 mm breit eiförmigen Kopf mit einem stumpfen oberen Ende bilden. Die weißen, cremefarbenen bis hellgelben Kronblätter sind außen kahl oder sie besitzen einige kleine Haare (Trichome) und innen besitzen sie einen dicht flaumig behaarten Gürtel vom Ausgangspunkt der Staubblätter bis zum Maul. Die bei einem Durchmesser von 1,8 bis 2,4 mm fast zylindrische Kronröhre ist mit einer Länge von 5 bis 7 mm 2,5- bis 4-mal so lang wie der Kelch; sie ist sowohl an ihrer Basis als auch kurz unterhalb der Ausgangspunkte der Staubblätter verengt und am Schlund geweitet. Die leicht sichelförmigen und gerundeten Kronlappen sind bei einer Länge von 8 bis 15 mm und einer Breite von 3 bis 7 mm 1,3- bis 2,5-mal so lang wie die Kronröhre. Die Kronlappen sind an ihrer Basis auf der linken Seite etwas geöhrt. Es ist nur ein Kreis mit fünf fertilen Staubblättern vorhanden; sie überragen die Krone nicht und enden 1 bis 2 mm unterhalb des Kronmaules. Die untereinander freien Staubblätter sind 2 bis 2,7 mm oberhalb der Basis in der Kronröhre inseriert. Die kahlen Staubbeutel weisen eine Länge von 2 bis 2,5 mm und eine Breite von 0,6 bis 0,7 mm  auf. Der kahle Stempel ist 3,5 bis 4,2 mm lang. Zwei Fruchtblätter sind zu einem oberständigen Fruchtknoten verwachsen, der bei einer Größe von 1,2 bis 1,6 mm × 1,2 bis 1,4 × 1 bis 1,2 mm fast kugelig bis fast zylindrisch und seitlich abgeflacht ist. Je Fruchtblatt sind etwa 35 bis 60 Samenanlagen vorhanden. Der Griffel weist eine Länge von 1 bis 1,2 mm sowie einen Durchmesser von 0,2 mm auf und ist an seinem oberen Ende verbreitert. Die aufrechte, lange Narbe ist tonnenförmig; sie besitzt eine „Clavuncula“, die aus zwei Ringen besteht: der untere ist mit 0,5 bis 0,8 mm × 0,1 mm schmaler und der obere mit 0,3 bis 0,4 mm × 0,5 bis 0,6 mm breiter, er geht aber allmählich auf einer Länge von selten 0,5 bis meist 1 mm in den schmaleren über.

### Frucht und Samen
Die bei einer Größe von 5 bis 8 cm × 4 bis 6,5 cm × 4 bis 5 cm schief eiförmigen oder ellipsoiden Balgfrüchte (Teilfrüchte) sind bläulich-grün bis grün mit auffälligen hellbraunen Warzen und bespitzt mit drei Kämmen, die bei trockenen Früchten deutlicher sind. Die schweren, holzigen Früchte erscheinen zu zweit in einer Sammelbalgfrucht, sind zweifächerig und enthalten viele Samen. Es ist ein dicker, orangefarbener Arillus vorhanden. Die dunkelbraunen, matten Samen weisen eine Größe von 14 bis 15 mm × 7 bis 9 mm × 6 bis 7 mm auf und besitzen eine Oberfläche die durch netzartige Furchen hirnartig aussieht und winzige Warzen besitzt.

## Vorkommen
Tabernaemontana elegans ist weit verbreitet in Ostafrika und im Südlichen Afrika. Fundorte gibt es in: Somalia, Kenia, Tansania, Malawi, Mosambik, Simbabwe, Eswatini und den südafrikanischen Provinzen KwaZulu-Natal, Limpopo sowie Mpumalanga.
Im tropischen Ostafrika gedeiht sie in Höhenlagen zwischen 0 und 700 Meter im Waldland, meist in Vergesellschaftung mit Brachystegia-Arten, oft nahe der Küste und dort auf den Dünen, weniger oft im Binnenland und dann in Galeriewäldern.

## Taxonomie
Die Erstbeschreibung von Tabernaemontana elegans erfolgte 1894 durch Otto Stapf in Bulletin of Miscellaneous Information Kew, 1894 (1), S. 24–25. Ein Synonym für Tabernaemontana elegans Stapf ist Conopharyngia elegans (Stapf) Stapf.